# Přestavlky (Pardubice)
Přestavlky é uma comuna checa localizada na região de Pardubice, distrito de Chrudim.